# سد اوبول راتانا
سد اوبول راتانا (به لاتین: Ubol Ratana Dam) یک سد در تایلند است که در Khuean Ubolratana واقع شده‌است.